# Prättigauer Höhenweg
Der Prättigauer Höhenweg ist ein Bergwanderweg im Schweizer Kanton Graubünden. Der Panoramaweg führt entlang dem Rätikon, ist von SchweizMobil als regionale Route 72 markiert und gemäss SAC-Wanderskala als T2 (Bergwandern) eingestuft.

## Verlauf
Startpunkt ist Landquart. Der Wanderweg führt via Malans steil hinauf auf den Fadärastein mit Tiefblick ins Churer Rheintal. Weiter folgt Seewis im Prättigau mit Einblick ins Vorderprättigau. Feld- und Waldstrassen folgen zur Schesaplanahütte.
Ein gut ausgebauter und oft begangener Höhenweg folgt entlang dem Rätikon, mit immer wechselnden Ein- und Tiefblicken ins Prättigau. Beim Drusator Blick auf die österreichische Seite des Rätikon. Ständiger Blick zu den weltbekannten Kletterfelsen des Rätikon. Aussichtsreiche Lage auf der Carschinahütte.
Von der Carschinahütte einfacher Abstieg vorbei am Partnunsee nach St. Antönien, welches ein ursprünglich erhaltenes Walserdorf ist.
Nach längerem Aufstieg über Alpstrassen und Bergwege hinauf zum Jägglisch Horn schweift der Blick übers ganze Rätikon und den gesamten Prättigauer Höhenweg. Sanfter Abstieg zur Bergstation der Madrisabahn. Die originale Route führt weiter via Schlappin und endet in Klosters.

## Etappen und Wegverhältnisse
Die Route von Landquart bis Klosters umfasst eine Gesamtlänge von 76 Kilometer und beinhaltet einen Aufstieg von 4600 Höhenmetern und Abstieg von 3900 Hm. Die Route ist in vier Etappen unterteilt.
1. Landquart – Schesaplanahütte ⊙ ca. 9½ Stunden, 27,5 km
2. Schesaplanahütte – Carschinahütte ⊙ ca. 5¼ Stunden, 15,8 km
3. Carschinahütte – St. Antönien ⊙ ca. 2¾ Stunden, 10,4 km
4. St. Antönien – Fürggli – Klosters ca. 7¾ Stunden, 22,2 km

## Nachweis
1. ↑  Der Prättigauer Höhenweg bei «SchweizMobil».